# ریفیفی
ریفیفی با نام کامل ریفیفی میان مردان (فرانسوی: Du rififi chez les hommes‎) فیلمی جنایی و نوآر با تم سرقت به کارگردانی ژول داسن محصول سال ۱۹۵۵ است. از بازیگران آن می‌توان به ژان سروه، ژول داسن، روبر حسین، و ماگلی نوئل اشاره کرد. فیلم اقتباسی از رمانی به همین نام نوشتهٔ آگوست لو برتون است و توانست در جشنواره فیلم کن ۱۹۵۵ جایزه بهترین کارگردانی را نصیب ژول داسن کند.
ریفیفی هنگام اکران مورد استقبال منتقدان سینما قرار گرفت؛ فرانسوا تروفو درباره‌اش نوشت: «ژول داسن بدترین رمان جنایی که در عمرم خوانده بودم را بدل به بهترین فیلم جنایی کرد که در تمام عمرم دیده‌ام». آندره بازن نیز خلوص و انسانیت فیلم را ستود و آن را نمونه‌ای از فیلم‌هایی برشمرد که با گذر از قواعد مرسوم ژانر جنایی بر عواطف انسانی دست می‌گذارند. ریفیفی اکنون نیز از برترین نوآرهای فرانسوی دانسته می‌شود.